# The Beatles’ Story
The Beatles’ Story (с англ. — «История The Beatles») — документальный двойной альбом, содержащий интервью, пресс-конференции и песни рок-группы The Beatles. Это был четвёртый альбом The Beatles, выпущенный лейблом Capitol, из всех изданных для американского рынка — шестой. Альбом был выпущен как в моно-, так и в стерео-варианте. Альбом был выпущен также и в Канаде. Capitol выпустила этот альбом почти сразу же после того, как лейбл Vee-Jay Records выпустил подобный альбом Hear The Beatles Tell All (с англ. — «Слушайте, The Beatles говорят всё»).
Альбом содержит краткий обзор стереозаписи их концерта в 1964 году в Голливуд-боул, полная версия которого не была издана до выпуска в мае 1977 года альбома The Beatles at the Hollywood Bowl. В основном на альбоме звучат несколько голосов за кадром.
Альбом попал в чарт Billboard Top 12 декабря 1964 года на 97-й позиции. 2 января 1965 года он достиг своего пика — 7-го места, где оставался в течение четырёх недель, пока не начал постепенно снижаться в чартах. В чарте Cash Box альбом попал на 7-е место, в Record World максимально на 13-е. Пусть и не являясь проданным в количестве миллиона или более копий, альбом был сертифицирован как «золотой», что означает продажу на сумму более одного миллиона долларов, за первую неделю; очень хороший показатель, учитывая, что альбом является лишь несколько большим, чем тщательно смонтированной документальной записью.
В 1996 году альбом The Beatles’ Story был подготовлен для издания в формате Digital Audio Tape (DAT), но этот формат издания аудиозаписей провалился коммерчески, и планы выпуска альбома были свернуты. По состоянию на 2011 год этот альбом существует лишь в виде изданий на LP (грампластинках) и компакт-кассетах, что делает его одним из немногих «американских» альбомов The Beatles, которые не были официально переизданы на CD-дисках или в каком-либо другом формате.

## Список композиций
Сторона 1
1. «On Stage with the Beatles» (с англ. — «На сцене с The Beatles») − 1:03
2. «How Beatlemania Began» (с англ. — «Как началась битломания») − 1:20
3. «Beatlemania in Action» (с англ. — «Битломания в действии») − 1:25
4. «Man Behind the Beatles» — Брайан Эпстайн (с англ. — «Человек за спинами The Beatles») − 2:47
5. «Джон Леннон» − 5:50
6. «Who’s a Millionaire?» (с англ. — «Кто миллионер?») − 0:39

Сторона 2
1. «Beatles Will Be Beatles» (с англ. — «Beatles останутся Beatles») − 7:28
2. «Man Behind the Music» — Джордж Мартин (с англ. — «Человек, стоящий за музыкой») − 1:04
3. «Джордж Харрисон» − 4:46

Сторона 3
1. «A Hard Day’s Night — Their First Movie» (с англ. — «A Hard Day's Night − их первый фильм») − 3:08
2. «Пол Маккартни» − 2:45
3. «Sneaky Haircuts and More About Paul» (с англ. — «Подлые стрижки и еще кое-что о Поле») − 3:29

Сторона 4
1. «The Beatles Look at Life» (с англ. — «Взгляды The Beatles на жизнь») − 2:05
2. «'Victims’ of Beatlemania» (с англ. — «Жертвы битломании») − 1:10
3. «Beatle Medley» (с англ. — «Битл-сиюта») − 3:58
4. «Ринго Старр» − 6:24
5. «Liverpool and All the World!» (с англ. — «Ливерпуль и весь мир!») − 1:05